# Техника безопасности
Термин «Техника безопасности» имеет несколько значений которые зависят от контекста применения и могут обозначать как непосредственно название компании занимающейся поставкой оборудования или услуг в области пожарной или иной безопасности, так и системой мероприятий направленной на обеспечение различных видов безопасности — промышленной, пожарной и т. д.
Те́хника безопа́сности — система организационных мероприятий, технических средств и методов, предотвращающих воздействие на работающих опасных производственных факторов.
Техника безопасности — вид деятельности (система организационных и технических мероприятий, защитных средств и методов) по обеспечению безопасности любой деятельности человека, в том числе и трудовой деятельности. Ранее под таким же названием выступала и наука, предметом которой выступает такой вид деятельности, а в настоящее время развивается дисциплина «синдиника» с более широким кругом предметной области, поглощающая и предмет науки о технике безопасности.
Техника безопасности (ТБ) — устаревший термин, обозначавший часть функции «охраны труда» — управления производственной деятельностью, направленной на предотвращение травм и заболеваний, связанных с производством. В настоящее время практически не применяется и не встречается в официальных документах.
Современное название функции в России и странах СНГ — «охрана труда (ОТ)», в международных компаниях — «Health & Safety (H&S)» (в переводе с англ. — «здоровье и безопасность»). Сфера «охраны труда» только в незначительной мере совпадает со сферой «техники безопасности» («здоровья и безопасности»). «Охрана труда» включает в себя, прежде всего, юридические вопросы — права и обязанности работников и работодателей, обеспечивающие соблюдение требований трудового кодекса.
«Техника безопасности», напротив, означает набор требований к поведению работников и выполнению ими своей рабочей функции, направленных на предотвращение опасных ситуаций для жизни и здоровья как самих работников, так и их окружения. В терминологии трудового кодекса РФ аналогом понятия «техника безопасности» является понятие «безопасные методы и приёмы работы». Однако, содержание этого словосочетания в трудовом законодательстве и иных нормативных правовых актах не раскрыто.
В соответствии с пунктом 5.3.3. раздела 5.3 Обучение, квалификация и компетентность персонала ГОСТ Р 12.0.006-2002 Система стандартов безопасности труда. Общие требования к управлению охраной труда в организации (отменен).
Организация должна устанавливать методы, подтверждающие наличие у работника соответствующих знаний, касающихся:
- Обязанностей работника в области охраны труда в соответствии с действующим законодательством
- Фактических или потенциальных последствий его деятельности на безопасность труда
- Понимания ответственности за соответствие его действий политике организации в области охраны труда, требованиям техники безопасности, системы управления охраной труда, включая действия работника в аварийных ситуациях
- Возможных последствий несоблюдения технологических инструкций

Изменение № 1 ГОСТ Р 12.0.006-2002 Система стандартов безопасности труда. Общие требования к управлению охраной труда в организации.
Принято и введено в действие Постановлением Госстандарта России от 26.06.2003 № 206-ст. Дата введения 2004-01-01 (отменено).
Наименование стандарта изложить в новой редакции: «Система стандартов безопасности труда. Общие требования к системе управления охраной труда в организации».
Пункт 5.3.3. Третий абзац. Заменить слово «безопасность» на «уровень безопасности».
Четвёртый абзац. Заменить слова «техники безопасности» на «охраны труда».
Последний абзац после слова «технологических» дополнить словами: «процессов и производственных».
Новая редакция пункта 5.3.3 Организация должна устанавливать методы, подтверждающие наличие у работника соответствующих знаний, касающихся:
- Обязанностей работника в области охраны труда в соответствии с действующим законодательством
- Фактических или потенциальных последствий его деятельности на уровень безопасности труда
- Понимания ответственности за соответствие его действий политике организации в области охраны труда, требованиям охраны труда, системы управления охраной труда, включая действия работника в аварийных ситуациях
- Возможных последствий несоблюдения технологических процессов и производственных инструкций

## Цель
Целью техники безопасности является:
- Минимизация травм и заболеваний, связанных с производством

## Значимость
Обеспечение безопасных условий труда определяют следующими факторами:
1. Самыми важными являются жизнь и здоровье человека по сравнению с ценой производимого продукта и стоимостью оказываемых услуг.
2. Необходимость в сведении нештатных ситуаций к минимуму.
3. Необходимость в сведении травм рабочих к минимуму для повышения эффективности работы.
4. Необходимость в сведении времени отсутствия квалифицированных специалистов ввиду профессиональных травм и заболеваний на рабочем месте к минимуму.

## Инструктаж
Правила безопасной работы изучают во время приобретения профессионального и специального образования. Так же правила техники безопасности публикуют в соответствующих той или иной специальности учебных пособиях.
Дополнительно при организации работ с исполнителями проводят инструктаж по технике безопасности производства. По характеру и времени проведения, инструктажи подразделяют на:
- Вводный
- Первичный на рабочем месте
- Повторный
- Внеплановый
- Целевой

Примечание. При выполнении опасных или особо опасных работ инструктаж по ТБ проводят под роспись. Это документально подтверждает доведение информации до всех исполнителей и в случае возникших аварийной ситуации, травматизма или гибели людей служит доказательством при проведении расследования.

## Производственный травматизм и смертность
Несоблюдение техники безопасности приводит к возникновению производственного травматизма.
В России в 2008 году число пострадавших на рабочих местах составило 58 тысяч (по сравнению со 152 тысячами в 2000 году), погибших — 2548 (в 2000 году — 4400). Российский показатель производственной смертности в 2008 году составил 11 на 100 000 работников (во Франции 2,7, в Италии 2,6, в Великобритании — 1,4).

## В культуре
- «Водитель автопогрузчика Клаус» — культовый короткометражный немецкий фильм 2000 года о первом рабочем дне водителя автопогрузчика, пародирующий учебные фильмы по технике безопасности